# Elementary (Lil Pump)
Elementary è un singolo del rapper statunitense Lil Pump, pubblicato il 15 marzo 2016. 

## Tracce
1. Elementary – 1:32